# Турки ібн Сауд аль-Кабір
Турки ібн Сауд аль-Кабір (англ. Turki bin Saud al-Kabir; 1991 — 18 жовтня 2016) — саудівський принц. Про його страту повідомили саудівські державні засоби масової інформації 18 жовтня 2016. Він став першим членом саудівської королівської родини, страченим після 19-річної принцеси Мішааль бинт Фахд у 1977 році.

## Біографія
Турки ібн Сауд аль-Кабір був правнуком принца Сауда Аль-Кабіра і Нури — сестри короля Абдул-Азіза. Сауд аль-Кабір був помітною фігурою в меджлісі внутрішніх радників, які були дуже близькі до короля Абдул-Азіза, що правив Саудівською Аравією до 1953. Принц Туркі визнав себе винним у вбивстві Адель ібн Сулеймана ібн Абдулкаріма аль-Мухайміда, якого він застрелив у 2012 році. Жертва була «другом» стрільця, який також поранив інших людей у бійці в пустелі за межами Ер-Ріяда.
Після того, як батько жертви відмовився від дії, запропонованої батьком убивці, почалася підготовка до страти принца. За кілька годин до неї відбулася зустріч засудженого з друзями та сім'єю, яка тривала чотири години. Чекаючи страту, принц також проводив час, молячись і читаючи Коран до молитви Фаджр. Близько 7 години ранку тюремний наглядач відвіз його туди, де засуджений мав написати свій заповіт. Після того, як принц здійснив обмивання, об 11 ранку його відвезли до мечеті. В останню годину перед стратою його батько знову намагався переконати батька жертви пробачити принца і прийняти дію, але батько жертви не прийняв цю пропозицію і не пробачив убивцю свого сина. Спроба провалилася, і страта відбулася відразу після здійснення молитви Аср о 16:13 за місцевим часом. Принц Турки був страчений шляхом обезголовлення. Це була 134-та смертна кара у 2016 році в Саудівській Аравії.
Страта Турки аль-Кабіра викликала широкий інтерес і дискусію в саудівських соціальних мережах, і значна кількість людей з усієї країни виступила на підтримку рішення саудівської влади, яка зазначала, що до принца поставилися як до будь-якого іншого громадянина Саудівської Аравії. Одночасно низка експертів зазначали, що страчений принц не займав жодної помітної ролі в королівській сім'ї.